# Tussle
Tussle — экспериментальный коллектив из Сан-Франциско, работающий с 2001 года. В состав группы входят Джонатан Холланд (ударные, электроника), Томонори Ясуда (бас и электроника), Натан Буразер (электроника) и Уоррен Хьюгел (ударные). На эклектичный стиль группы оказали влияние Psychic TV, Can, Aphex Twin, Public Image Limited и многие другие.
Дебютный альбом Kling Klang группа выпустила в 2004 году на лейбле Troubleman Unlimited records.

## Дискография
- Eye Contact 12" (2003, Troubleman Unlimited)
- Kling Klang (2004, Troubleman Unlimited)
- Kling Klang Smalltown Supersound Edition (2005, Smalltown Supersound)
- Don't Stop EP (2004, Troubleman Unlimited)
- Disco D'Oro 12" I (2004, Rong Music)
- Disco D'Oro 12" I (2005, Rong Music)
- Telescope Mind (2006, Smalltown Supersound)
- Meh-Teh 7" (2007, Tomlab)